# Argelès-sur-Mer
Argelès-sur-Mer (în catalană Argelers) este o comună în departamentul Pyrénées-Orientales din sudul Franței. În 2009 avea o populație de 10.033 de locuitori.

## Evoluția populației
| An        | 1975  | 1982  | 1990  | 1999  | 2006  | 2009   |
| --------- | ----- | ----- | ----- | ----- | ----- | ------ |
| Populație | 5.100 | 5.723 | 7.188 | 9.069 | 9.928 | 10.033 |